# باول هاموند
باول هاموند (بالإنجليزية: Paul Hammond)‏ (26 يوليو 1953 في المملكة المتحدة - ) هو لاعب كرة قدم أمريكي في مركز حراسة المرمى. لعب مع كريستال بالاس وتيم أمريكا ‏ وتورونتو بليزارد وتورونتو بلِيزارد ‏ وتامبا باي راوديز وهيوستن هوريكاينز ‏ وبالتيمور بلاست ‏ وهَاميلتون ستيلرز ‏ وHartford Hellions ‏ وسياتل ساوندرز.

## وصلات خارجية
- باول هاموند على موقع قاعدة بيانات كرة القدم.إي يو (الإنجليزية)